# André Larsson
André Larsson, född 20 april 1992, är en svensk längdskidåkare tävlande för Svegs IK. Främsta merit är andraplacering på JSM 2010, i Hudiksvall (klass H17-18).